# 어저스터블스패너

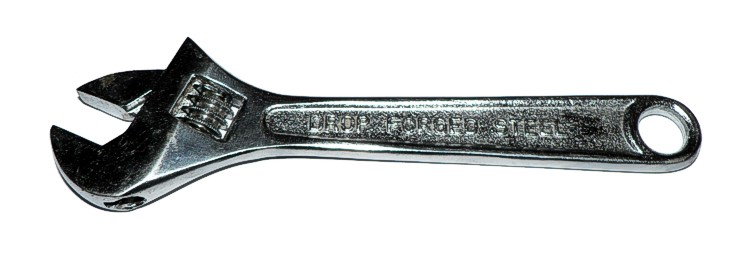

어저스터블스패너(영국 영어: adjustable spanner, 미국 영어: adjustable wrench)는 개구스패너의 일종으로, 대가리에 장착된 나사를 돌려 개구의 "턱" 너비를 조정할 수 있다. 흔히 한국어에서 몽키스패너라고 불리는 것은 사실 이 어저스터블스패너이다.